# Clara Ng
Clara Ng (apellido pronunciado [ŋ̍]; nacida Regina Juana; 28 de julio de 1973) es una escritora indonesia conocida tanto por libros de ficción para adultos como por la literatura infantil.
Durante su infancia en Yakarta, Ng disfrutó de la lectura y leyó a un ritmo avanzado. Después de terminar su educación primaria y secundaria en Indonesia, tiempo durante el cual comenzó a escribir, Ng se fue a los Estados Unidos para estudiar en la Universidad Estatal de Ohio. Después de graduarse en 1997, trabajó en los EE. UU. durante un año antes de regresar a Indonesia para trabajar en una empresa naviera. Después de tres años renunció a ese trabajo para convertirse en escritora profesional. Su trilogía Indiana Chronicle fue bien recibida. Desde entonces, ha publicado varias novelas, así como numerosos cuentos (incluida una antología) y libros para niños, y algunas colecciones de cuentos de hadas.
Sus obras para adultos a menudo tratan sobre grupos minoritarios, mientras que sus libros para niños están destinados a enseñar empatía. Sus obras para niños han ganado tres premios Adhikarya de la Asociación de Editores de Indonesia, y los grupos LGBT han elogiado su novela Gerhana Kembar  (Twin Eclipse; 2007) por evitar estereotipar al grupo.

## Biografía
Ng nació en Yakarta el 28 de julio de 1973 con el nombre de Clara Regina Juana y se crio en el subdistrito de Kemayoran. Comenzó a leer a una edad temprana, según los informes, capaz de leer traducciones de Las aventuras de Tintín en el jardín de infancia. También disfrutó del cuento de hadas La reina de las nieves de Hans Christian Andersen, que influyó en su escritura.  A los 11 años, estaba leyendo obras para adultos de Mira W.  Ng asistió a la escuela primaria Budi Mulia desde 1979 hasta 1986, luego asistió a la escuela secundaria Van Lith hasta 1989; inició en la escritura creativa estando en la escuela secundaria donde se interesó en los problemas sociales, incluida la discriminación que enfrentan las personas de etnia china, LGBT y mujeres. 
Después de la escuela secundaria, Ng se fue a los Estados Unidos y comenzó a estudiar en la Universidad Dominicana de Ohio en Columbus, Ohio, pero luego se trasladó a la Universidad Estatal de Ohio; se graduó con una licenciatura en comunicaciones interpersonales en 1997.  Mientras estuvo en los Estados Unidos, leyó numerosos libros para niños; estos más tarde influyeron en sus escritos. Después de graduarse, pasó un año trabajando en los EE. UU. antes de regresar a Indonesia en 1998.  A su regreso a Indonesia, pasó tres años trabajando en el departamento de recursos humanos de Hanjin Shipping, pero se fue después de sufrir dos abortos espontáneos. Mientras se quedaba en casa, empezó a escribir. 

### Trayectoria profesional
Ng hizo su debut como novelista con Tujuh Musim Setahun (Siete estaciones al año) en 2002 pero el éxito vino con su trilogía Indiana Chronicle, que consta de Blues (2004), Lipstick (2005) y Bridesmaid (2005). Estas obras fueron clasificadas como literatura pop, pero los lectores se identificaron con los personajes principales — mujeres trabajadoras urbanas. La revista Tempo señala que la trilogía fue pionera en el género metro pop en Indonesia. Entre Lipstick y Bridesmaid, otra novela, The (Un)Reality Show, fue editada en 2005.
En 2006, el cuento de Ng Rahasia Bulan ("El secreto de la luna") se incluyó en una colección de cuentos de temática lesbiana y gay del mismo nombre. El trabajo también incluyó historias de Alberthiene Endah, Djenar Maesa Ayu e Indra Herlambang. Ese año, publicó dos novelas: Dimsum Terakhir (The Last Dim Sum ) y Utukki: Sayap Para Dewa (Utukki: Wings of the Gods).  Al año siguiente Ng publicó otras dos novelas, Tiga Venus (Tres Venus) y Gerhana Kembar (Twin Eclipse).  Este último, que inicialmente se publicó como una serie en el periódico Kompas y luego fue recogido por Gramedia, trataba sobre el lesbianismo. El título fue el resultado de la combinación de Ng del Sol (comúnmente representante de los hombres) y la Luna (comúnmente representante de las mujeres) para crear un símbolo unido para representar la homosexualidad. Ng lanzó una colección de cuentos, Malaikat Jatuh (Ángel caído) en 2008. La colección trataba principalmente de la muerte. La colección fue seguida en 2009 por la novela Tea For Two, que se publicó por primera vez como una serie en Kompas.
El cuento de Ng Barbie fue adaptado como película por el actor y presentador Raffi Ahmad en 2010, con Yuni Shara en el papel principal. Barbie siguió la historia de una cantante de club nocturno y su amante, un guardia de seguridad en el club. La película se estrenó en el festival de cine LA Lights Indie. Ese mismo año publicó otros dos libros, Dongeng Tujuh Menit (El cuento de hadas de siete minutos) y Jampi-jampi Varaiya (Los encantamientos de Varaiya). Otro de sus cuentos, Mata Indah, fue incluido en la antología de temática lésbica Un Soir du Paris (Una tarde en París); otros escritores en la antología incluyeron a Seno Gumira Ajidarma, Ucu Agustín y Noor.
En 2011, Ng publicó Ramuan Drama Cinta (Drama de poción de amor), y en noviembre lanzó Dongeng Sekolah Tebing (Cuentos de hadas de la escuela en el acantilado), una colección de 53 historias sobre niños que asisten a una escuela en un acantilado.
Además de escribir novelas y cuentos, también escribe libros para niños, un género en el que entró debido a la falta de obras en idioma indonesio.  Ng ha escrito, entre otros,tres series: Berbagi Cerita Berbagi Cinta (Sharing Stories, Sharing Love; comenzó en 2006 y consta de siete libros), Sejuta Warna Pelangi (A Million Colors of the Rainbow; comenzó en 2007 y consta de nueve libros), y Bagai Bumi Berhenti Berputar (Como si la Tierra dejara de girar; comenzó en 2008 y cuenta con cinco libros).

### Estilo
Los personajes principales de Ng son generalmente mujeres. Estos personajes generalmente no tienen el mismo empleo; algunas ocupaciones de sus personajes incluyen oficinista, empleada de guardería de animales y propietaria de un taller de reparación de automóviles. Sus cuentos infantiles están escritos con sencillez, ilustrados y tratan sobre los sentimientos de los niños; están destinados para que los niños aprendan empatía. Los nombres de los personajes se eligen para que sean fáciles de recordar.

## Reconocimientos
Ng ha recibido varios premios. Su cuento infantil de 2006 Rambut Pascal (Pascal's Hair, de la serie Berbagi Cerita) ganó un premio Adhikarya al mejor libro infantil de la Asociación de Editores de Indonesia (Ikatan Penerbit Indonesia, o IKAPI). Al año siguiente ganó el mismo premio por Sejuta Warna Pelangi. Otro hizo lo mismo en 2008 para Jangan Bilang Siapa-Siapa (No se lo digas a nadie).   
A. Junaidi, escribiendo para The Jakarta Post, señala que Gerhana Kembar fue bien recibida por la comunidad LGBT de Indonesia, ya que no vinculaba la homosexualidad con cuestiones negativas como el consumo de drogas. 
Ng señala que, en general, las historias de sus hijos han sido bien recibidas. Sin embargo, algunos educadores no están de acuerdo con la falta de un mensaje moral explícito; Ng argumenta que sus libros tienen múltiples interpretaciones: las de los niños y las de los adultos. 

## Vida privada
Ng está casada con Nicholas Ng, ciudadano malayo que conoció mientras trabajaba en Hanjin Shipping; la pareja se casó en 2000. Juntos tienen dos hijos. Vive en Tanjung Duren, Yakarta Occidental.